# Arthur Czellitzer

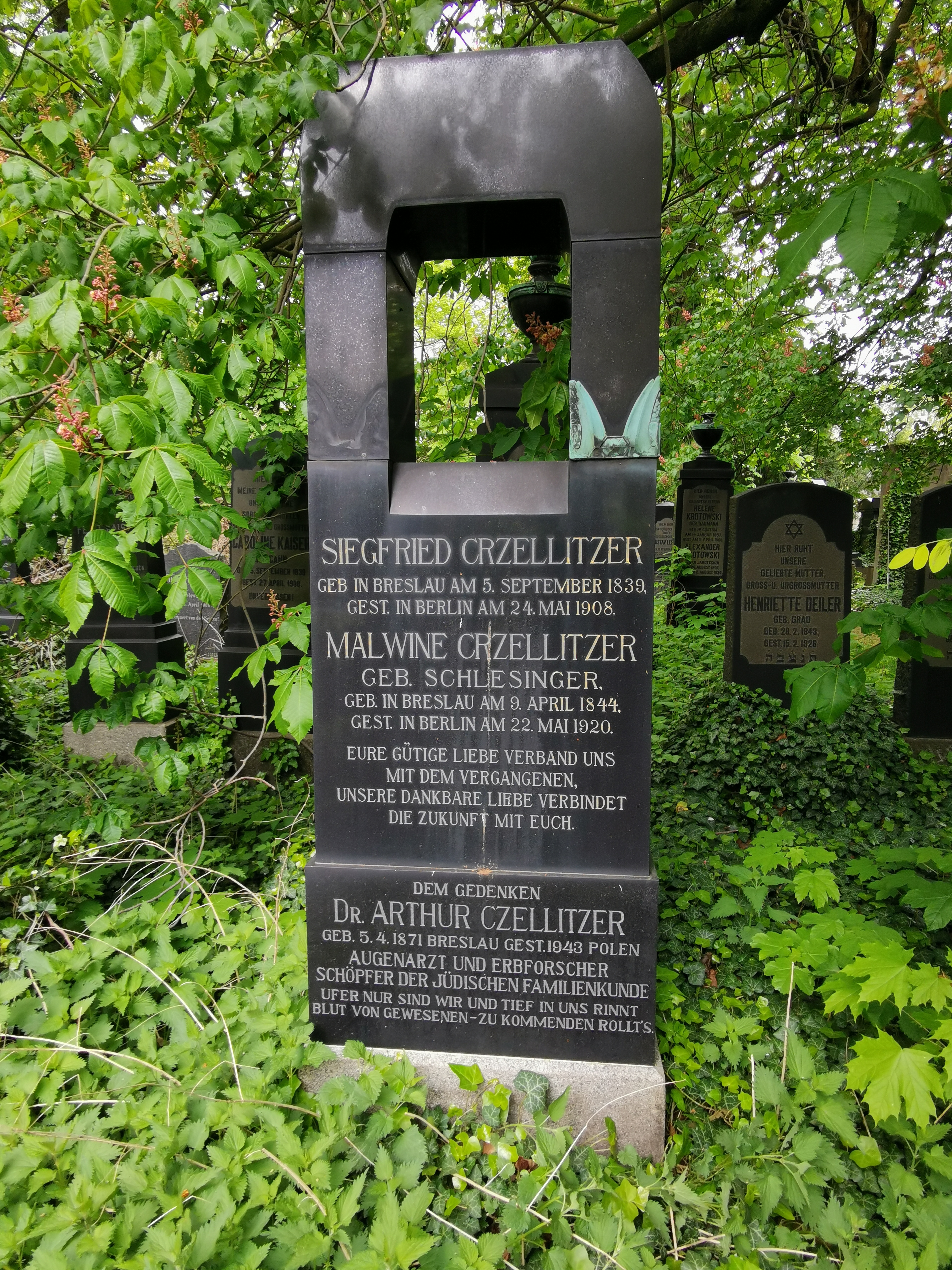
Grab der Eltern mit Gedenkinschrift für Arthur auf dem Jüdischen Friedhof Berlin-Weißensee

Arthur Czellitzer (bis 1920: Arthur Crzellitzer; * 5. April 1871 in Breslau; † 16. Juli 1943 in Sobibor) war ein deutsch-jüdischer Augenarzt, der insbesondere als Familienforscher hervorgetreten ist.

## Herkunft
Er war der Sohn Siegfried Crzellitzer und Malvine Schlesinger. Siegfried hatte die von Arthurs Großvater in Breslau gegründete Zuckerwarenfabrik weitergeführt. Der Architekt Fritz Crzellitzer ist der Sohn von Arthurs Onkel Emil, der als Börsenhändler zu großem Vermögen gekommen war. Arthur Czellitzer hatte sich bereits als Schüler mit Genealogie beschäftigt, und Daten zur Herkunft seiner Familie gesammelt.

## Leben
Er studierte ab 1889 Medizin in Breslau, München und Freiburg und wurde 1895 zum Dr. med. promoviert und approbiert. Danach arbeitete er als Assistent in Heidelberg, Strassburg und Paris. Seit 1900 praktizierte er als Augenarzt in Berlin. Im Jahr 1905 heiratete er Margarate Salomon. Sie hatten drei Töchter. Im Jahr 1907 gründete er in Berlin eine Privatklinik für Augenheilkunde.
Er nahm am Ersten Weltkrieg als Leutnant teil und war Leiter der Abteilung für Augenheilkunde im deutschen Militärkrankenhaus in Warschau. Dort beteiligte er sich auch an der Ende 1915 von Armeeangehörigen in Warschau gegründeten Freimaurerloge „Zum Eisernen Kreuz im Osten“.
Im Jahr 1924 gründete er die Gesellschaft für jüdische Familienforschung (Berlin W 9, Tirpitzufer 22) und wurde deren Präsident. Er war Herausgeber der Zeitschrift Jüdische Familienforschung (Berlin 1924–1938, erschien monatlich, Auflage 1935 ca. 1000 Expl.); die Hefte bilden zusammen ein umfassendes Nachschlagewerk zum deutschen und internationalen, meist europäischen, Judentum und ihren verwandtschaftlichen Verhältnissen, berücksichtigt sind auch listenmäßig Namensänderungen nach den Stein-Hardenbergschen Reformen uvm. und des Archivs für jüdische Familienforschung. Er war Mitglied der 1927 gegründeten Deutschen Gesellschaft für Vererbungswissenschaft. Zudem gehörte er der Zentralstelle für deutsche Personen- und Familiengeschichte an.
Im Jahr 1936 musste er die gutgehende Augenklinik schließen und seine nicht-jüdischen Angestellten entlassen.
Auf der Flucht vor der deutschen Judenverfolgung übersiedelte die Familie am 9. Juli 1938 nach Breda. Nach Beginn des deutschen Überfalles auf Holland schloss sich die Familie einem Flüchtlingszug an, um über Frankreich nach England zu emigrieren. In Belgien wurde Arthur von der belgischen Polizei verhaftet und wegen seines deutschen Passes interniert. Seine Frau und Töchter konnten ihre Flucht fortsetzen und wurden in England ebenfalls als Deutsche interniert. Margarete saß 15 Wochen in Holloway Prison, davon 4 in Einzelhaft. Arthur Crzellitzer wurde nach vier Tagen freigelassen und gelangte nach 19 Tagen wieder in seine Wohnung in Breda. Am 9. April 1943 wurde er ins Durchgangslager Westerbork deportiert und am 13. Juli 1943 ins Vernichtungslager Sobibor transportiert, wo er am 16. Juli 1943 ermordet wurde.
Zuvor hatte er noch erleben müssen, dass seine mitgeführten Forschungen, die Familienchroniken in gedruckter und handschriftlicher Form, Memoiren, Stammtafeln usw., von den Nazis als Informationsmaterial für die Judenverfolgung herangezogen wurden.
Czellitzer besaß ein Archiv mit jüdischen genealogischen Dokumenten, einschließlich Testamenten, Memoiren, Chroniken, genealogischen Tabellen und Stammbäumen. Die Sammlung hatte er noch vor seiner Verhaftung einem nichtjüdischen Freund in Tilburg übergeben, der sie in seiner Wollfabrik versteckte, wo sie aber ein Jahr später nach Czellitzers Ermordung von den Deutschen gefunden und verbrannt wurde.

## Forschung
Von 1900 bis 1912 rekonstruierte er die Abstammung von 104 Familien seiner Augenpatienten. Zudem führte er eine große erbbiologisch und sozialhygienisch angelegte Studie von 786 Familien aus einem Berliner Arbeiterbezirk durch. Er sah es als sinnlos an, nur direkte Vererbungen zu betrachten, ohne andere Familienmitglieder zu beachten.
Er untersuchte auf Kurzsichtigkeit, Weitsichtigkeit, Schielen, Hornhautverkrümmung, Grauen Star und Nystagmus. Er bestätigte die Rolle von Inzest als Ursache für Blindheit und andere Augenerkrankungen und konnte latente Vererbung über drei Generationen gemäß den Mendelschen Gesetze zeigen. Czellitzer meinte, dass das erstgeborene Kind ein erhöhtes Erkrankungsrisiko für Augenkrankheiten trägt. Eine analoge, zu der Zeit kontrovers diskutierte These für Tuberkulose und Kriminalität vertrat der Statistiker Karl Pearson.
Czellitzer erweiterte das Ziel der Familienforschung, indem Vererbung nun als wesentlich für die sozialhygienische Gesunderhaltung der Familie erachtet wurde. Dafür verlangte er verpflichtende Familienregister.

## Werke

### Autobiographische Schriften und Erzählungen
Mehrere, teils ausführliche autobiografische Schriften von Arthur Czellitzer befinden sich heute im Leo Baeck Institute New York (innerhalb des Center for Jewish History), unter anderem (Signatur: ME 67, MM 17):
- Aus dem Drehbuch eines Lebens. Geschichte einer jüdischen Jugend im Deutschland – Fin de Siècle. Niedergeschrieben zwischen meinem fünfzigsten und einundsiebzigsten Jahre, also zwischen 1921 und 1941.
- Geschichte meiner Familie, Tilburg 1942, Digitalisat (PDF-Download, 113,572 MB)
- Revolution – Zusammenbruch – Heimkehr (Warschau 1918)
- Pfingstreise (1940)
  - auch in: West- und Nordeuropa 1940 – Juni 1942, Oldenbourg Verlag, 2008 (Band 5 von Die Verfolgung und Ermordung der europäischen Juden durch das nationalsozialistische Deutschland 1933-1945), S. 183–186
- Das Leben ein Traum, Digitalisat (Internet-Archiv), Heft 1/13 beim Leo Baeck Institute

### Bücher
- Mein Stammbaum. Eine genealogische Anleitung für deutsche Juden, Philo, Berlin 1934

### Fachartikel (Auswahl)
- Methoden der Familienforschung, in: Zeitschrift für Ethnologie, 41. Jahrg., H. 2 (1909), S. 181–198, Dietrich Reimer Verlag,
- Soziologie der Augenkrankheiten, S. 661–670 in: Handbuch der sozialen Hygiene und Gesundheitsfürsorge, Band 5: Soziale Physiologie und Pathologie, Julius Springer, Berlin 1927 Zusammenfassung